# Kids' Choice Awards 2012
La 24ª edizione dei Nickelodeon Kids' Choice Awards si è svolta il 31 marzo 2012 presso l'USC Galen Center e trasmesso in diretta dalla rete statunitense di Nickelodeon.
Will Smith ha presentato l'edizione col supporto della voce fuori campo "rivale" (soprannominata "Creepy Voice") di Cee Lo Green. Il pre-show è stato condotto da Daniella Monet, Zach Sang e Jeff Sutphen.
A partire da questa edizione vengono integrate delle categorie regionali, che premiano artisti di diversi nazioni e continenti.
Prima del pre-show, l'edizione è iniziata con l'esibizione degli attori Keke Palmer e Max Schneider con il loro brano "Me and You Against the World" tratto dal film Rags. Durante la premiazione si sono esibiti Katy Perry col brano "Part of Me" e gli One Direction con "What Makes You Beautiful" e si sono affrontati i lottatori wrestler Big Show e The Miz nel ring dello Slime Wrestling Championship.

## Candidature
I vincitori sono evidenziati in grassetto.

### Televisione

#### Serie TV preferita
- Victorious
- Buona fortuna Charlie
- iCarly
- I maghi di Waverly

#### Attore televisivo preferito
- Jake Short - A.N.T. Farm
- Tim Allen - L'uomo di casa
- Ty Burrell - Modern Family
- Alex Heartman - Power Rangers Samurai

#### Attrice televisiva preferita
- Selena Gomez – I maghi di Waverly
- Miranda Cosgrove – iCarly
- Victoria Justice – Victorious
- Bridgit Mendler – Buona fortuna Charlie

#### Serie animata preferita
- SpongeBob
- Kung Fu Panda - Mitiche avventure
- Phineas e Ferb
- Scooby-Doo! Mystery Incorporated

#### Reality show preferito
- Wipeout
- America's Got Talent
- American Idol
- America's Funniest Home Videos

#### Spalla preferita
- Jennette McCurdy - iCarly
- Nathan Kress - iCarly
- Jerry Trainor - iCarly
- Jennifer Stone - I maghi di Waverly

### Cinema

#### Film preferito
- Alvin Superstar 3 - Si salvi chi può! (Alvin and the Chipmunks: Chipwrecked), regia di Mike Mitchell
- Harry Potter e i Doni della Morte - Parte 2 (Harry Potter and the Deathly Hallows - Part 2), regia di David Yates
- I Muppet (The Muppets), regia di James Bobin
- I Puffi (The Smurfs), regia di Raja Gosnell

#### Attore cinematografico preferito
- Adam Sandler – Jack e Jill
- Jim Carrey – I pinguini di Mr. Popper
- Johnny Depp – Pirati dei Caraibi - Oltre i confini del mare
- Daniel Radcliffe – Harry Potter e i Doni della Morte - Parte 2

#### Attrice cinematografica preferita
- Kristen Stewart – The Twilight Saga: Breaking Dawn - Parte 1
- Amy Adams – I Muppet
- Sofia Vergara – I Puffi
- Emma Watson – Harry Potter e i Doni della Morte - Parte 2

#### Film d'animazione preferito
- Il gatto con gli stivali (Puss in Boots), regia di Chris Miller
- Cars 2, regia di John Lasseter e Brad Lewis
- Kung Fu Panda 2 , regia di Jennifer Yuh
- Rio, regia di Carlos Saldanha

#### Voce in un film d'animazione preferita
- Katy Perry – I Puffi
- Antonio Banderas – Il gatto con gli stivali
- Jack Black – Kung Fu Panda 2
- Johnny Depp – Rango

### Musica

#### Gruppo musicale preferito
- Big Time Rush
- The Black Eyed Peas
- Lady Antebellum
- LMFAO

#### Cantante maschile preferito
- Justin Bieber
- Toby Keith
- Bruno Mars
- Usher

#### Cantante femminile preferita
- Selena Gomez
- Lady Gaga
- Katy Perry
- Taylor Swift

#### Canzone preferita
- Party Rock Anthem – LMFAO
- Born This Way – Lady Gaga
- Firework – Katy Perry
- Sparks Fly – Taylor Swift

### Sport

#### Atleta maschile preferito
- Tim Tebow
- Derek Jeter
- Michael Phelps
- Shaun White

#### Atleta femminile preferita
- Danica Patrick
- Kelly Clark
- Serena Williams
- Venus Williams

### Miscellanea

#### Videogioco preferito
- Just Dance 3
- Mario Kart 7
- Super Mario Galaxy
- LEGO Star Wars: La saga completa

#### Libro preferito
- Diario di una schiappa
- Hunger Games
- Harry Potter
- Twilight

#### Spaccaossa preferito
- Taylor Lautner
- Jessica Alba
- Tom Cruise
- Kelly Kelly

### The Big Help Award
- Taylor Swift

## Candidature internazionali
I vincitori sono evidenziati in grassetto.

### Artista brasiliano preferito
- Restart
- Mariana Lessa, nella serie TV Julie - Il segreto della musica
- Manu Gavassi
- NX Zero

### Artista latino preferito
- Isabella Castillo
- Alfonso Herrera
- Danna Paola
- Dulce María

### Performance asiatica preferita
- Charice (Filippine)
- Agnes Monica (Indonesia)
- Wonder Girls (Corea del Sud)
- Yuna (Malaysia)

## Messa in onda nelle varie nazioni
| Paese                 | Canale                     | Data           | Ora   |
| --------------------- | -------------------------- | -------------- | ----- |
| Stati Uniti d'America | Nickelodeon                | 31 marzo 2012  | 20:00 |
| Canada                | Nickelodeon Canada         | 31 marzo 2012  | 20:00 |
| Canada                | YTV                        | 6 aprile 2012  | 19:00 |
| Regno Unito e Irlanda | Nickelodeon UK and Ireland | 1 aprile 2012  | 17:30 |
| Australia             | Nickelodeon Australia      | 1 aprile 2012  | 18:30 |
| Austria               | Nickelodeon Austria        | 1 aprile 2012  | 18:30 |
| Germania              | Nickelodeon Germany        | 1 aprile 2012  | 18:30 |
| Paesi Bassi           | Nickelodeon Netherlands    | 1 aprile 2012  | 18:30 |
| Belgio (Fiandre)      | Nickelodeon Flanders       | 1 aprile 2012  | 18:30 |
| Svezia                | Nickelodeon Sweden         | 2 aprile 2012  | 17:30 |
| Singapore             | Nickelodeon Asia           | 2 aprile 2012  | 18:30 |
| Danimarca             | Nickelodeon Denmark        | 2 aprile 2012  | 18:30 |
| Polonia               | Nickelodeon Poland         | 3 aprile 2012  | 18:30 |
| Brasile               | Nickelodeon Brazil         | 3 aprile 2012  | 20:00 |
| Messico               | Nickelodeon Latin America  | 3 aprile 2012  | 20:00 |
| Colombia              | Nickelodeon Latin America  | 3 aprile 2012  | 20:00 |
| Venezuela             | Nickelodeon Latin America  | 3 aprile 2012  | 20:00 |
| Cile                  | Nickelodeon Latin America  | 3 aprile 2012  | 20:00 |
| Russia                | Nickelodeon Russia         | 3 aprile 2012  | 20:00 |
| Italia                | Nickelodeon Italia         | 3 aprile 2012  | 20:30 |
| Francia               | Nickelodeon France         | 3 aprile 2012  | 20:30 |
| Spagna                | Nickelodeon Spain          | 6 aprile 2012  | 20:50 |
| Grecia                | Nickelodeon Greece         | 7 aprile 2012  | 15:15 |
| Corea del Sud         | Nickelodeon South Korea    | 13 aprile 2012 | 20:00 |
| Filippine             | Nickelodeon Asia           | 14 aprile 2012 | 10:00 |
| Indonesia             | Nickelodeon Asia           | 15 aprile 2012 | 13:00 |